# Harry Kewell
Harry Kewell (Sídney, 22 de septiembre de 1978) es un exfutbolista y entrenador australiano. Actualmente está sin club.
Jugó para equipos como el Leeds United, el Liverpool FC y el Galatasaray SK. Disputó un total de 56 partidos con la selección australiana, en los que marcó 17 goles. Se desempeñó como extremo durante la mayor parte de su carrera, aunque también era capaz de jugar como centrocampista ofensivo o como segundo delantero. Es considerado como "la mejor exportación de fútbol australiano", a pesar de que su carrera estuvo arruinada por lesiones.
Kewell fue el autor del gol frente a Croacia que llevó a Australia a los octavos de final de la Copa Mundial de 2006, apenas la segunda participación de dicha selección en una Copa Mundial. Es miembro del Comité Ejecutivo de la Asociación Australiana de Futbolistas Profesionales. Kewell también posee la nacionalidad inglesa gracias a su padre. El ex centrocampista del Middlesbrough FC, Robbie Mustoe, nombró a Kewell como uno de los mejores jugadores a los que se ha enfrentado, aunque cuestionó su inconsistencia y actitud después de sus primeras lesiones. El exfutbolista de la selección alemana, Michael Ballack, también ha subrayado su habilidad e inconsistencia.
El 12 de julio de 2012, en una ceremonia de gala que tuvo lugar en Sídney, Harry Kewell fue elegido como el Mejor Futbolista Australiano mediante una votación en la que participaron aficionados, futbolistas y medios de comunicación.
Kewell ha representado a Australia en la Copa Mundial Sub-17 de 1995, en la Copa Confederaciones 1997, en donde Australia terminó como subcampeón, la Copa de las Naciones de la OFC 2004, en la cual Australia obtuvo el título por cuarta ocasión, la Copa Mundial de 2006, la Copa Asiática 2007, la Copa Mundial de 2010 y la Copa Asiática 2011, en donde Australia obtuvo el segundo lugar.

## Carrera como jugador

### Inicios
Kewell recibió su educación primaria en el Smithfield Public School y su educación secundaria en el St. Johns Park High School, antes de irse al Westfield Sports High School. Durante su tiempo en dicho colegio, Kewell jugó a nivel representativo en competiciones escolares y de clubes. Jugó en la Liga Juvenil de Nueva Gales del Sur para los equipos Sub-13 y Sub-15 del Marconi Stallions, siendo entrenado por Stephen Treloar, mientras asistía también a otros entrenamientos especializados con la Junior Soccer Academy de Nueva Gales del Sur, en donde fue entrenado por David Lee.
A los 14 años de edad, Kewell viajó a Tailandia, Italia e Inglaterra con el equipo Sub-14 del Marconi Stallions, el cual había ganado recientemente torneos locales. El equipo jugó contra el equipo infantil del AC Milan, así como contra academias de fútbol en Inglaterra. Esta fue la primera vez que Kewell estuvo fuera de su país, aunque esto le dio un primer vistazo del fútbol en Europa, asistiendo incluso a un partido de Premier League por primera vez como espectador. A la edad de 15 años, Kewell tuvo la oportunidad de regresar a Inglaterra para probarse con el Leeds United durante cuatro semanas, esto como parte del Movimiento Big Brother en Australia. Kewell viajó a Inglaterra junto a su futuro compañero de selección Brett Emerton. Ambos tuvieron pruebas exitosas con el Leeds, pero solo Kewell pudo quedarse en Inglaterra gracias a su nacionalidad inglesa, la cual cubría los requerimientos de visa.

### Leeds United
Kewell jugó durante tres temporadas para el equipo juvenil del Leeds United, debutando con este equipo frente al Sunderland AFC en 1995 y marcando su primer triplete frente al Rotherham United el 7 de diciembre de 1996. Kewell debutó con el primer equipo a los 17 años de edad en la derrota en casa por 3-0 contra el Middlesbrough FC el 30 de marzo de 1996. En 1997, Kewell fue parte del equipo juvenil que se proclamó campeón de la FA Youth Cup, derrotando por 3-1 en el global al Crystal Palace. Kewell marcó su primer gol profesional para el Leeds en octubre de 1997, en la victoria por 3-1 sobre el Stoke City en la Copa de la Liga. En ese entonces, su compañero de equipo era el guardameta Nicky Byrne, quien más tarde se convertiría en miembro de la famosa banda Westlife.
Fue expulsado en las semifinales de la Copa de la UEFA 1999-2000 que se jugaban contra el Galatasaray SK. Jugando en su mayoría como centrocampista por la izquierda y como atacante, Kewell se convirtió en una de las estrellas jóvenes del Leeds, destacando en un equipo compuesto de jóvenes promesas y jugando incluso junto a su compatriota Mark Viduka.
En la temporada 1999-2000 y luego de haber tenido una participación exitosa con el Leeds, habiendo ganado el Premio al Mejor Jugador Joven y habiendo sido incluido en el Equipo del Año, el gigante italiano Inter de Milán había ofrecido la cantidad de 25 millones de libras esterlinas por Kewell, siendo rechazada por el Leeds, quien pedía una cantidad mayor por el jugador. El punto álgido de este período fue cuando ayudó al Leeds a alcanzar las semifinales de la Liga de Campeones de la UEFA 2000-01. Sin embargo, el club comenzó a sufrir dificultades financieras y para la temporada 2002-03 había vendido a sus mejores jugadores. Los esfuerzos de Kewell no lograron impedir que el club descendiera esa temporada, pero sí le dieron reconocimiento internacional. Kewell marcó 47 goles en más de 180 partidos disputados con el Leeds en 7 años.
Kewell dejó al Leeds en circunstancias ásperas. En una entrevista a la BBC justo antes de firmar con el Liverpool FC, Kewell arremetió contra el personal del club, indicando que el personal médico agravó sus lesiones y que sus compañeros lo habían condenado al ostracismo.

### Liverpool
Habiendo rechazado ofertas más tentadoras de equipos como el AC Milan, Chelsea FC, Manchester United, Arsenal FC y FC Barcelona, Kewell decidió irse al Liverpool al comienzo de la temporada 2003-04. Kewell recibió el dorsal #7, el cual había sido usado previamente por Vladimír Šmicer.
La transferencia de Kewell fue controvertida, porque, de acuerdo con las declaraciones del excapitán de Inglaterra, Gary Lineker, en un artículo publicado en julio de 2003, una importante cantidad de dinero que pagó el Liverpool (2 millones de las 5 millones de libras pagadas) terminó en manos del agente de Kewell, Bernie Mandic, para que Harry terminase en Anfield. Kewell demandó a Lineker por difamación en 2005, aunque el jurado no pudo llegar a un veredicto y las partes tuvieron que ponerse de acuerdo fuera de la corte.
Kewell hizo su debut con el Liverpool en el primer partido de la temporada, cuando fueron derrotados por 2-1 frente al Chelsea como locales el 17 de agosto de 2003. Kewell marcó su primer gol con el Liverpool en la victoria por 3-0 sobre sus rivales del Everton FC en el derbi de Merseyside. Kewell completó su primera temporada en Anfield con un total de 7 goles, siendo la misma cantidad de goles anotados que Emile Heskey y estando 9 goles debajo de Michael Owen, el goleador del Liverpool en esa campaña. Kewell también finalizó la temporada como el máximo goleador del Liverpool en la Copa de la UEFA, marcando frente al Olimpia Ljubljana, Steaua de Bucarest y el Levski Sofia. Kewell terminó con un total de 10 anotaciones en la campaña. Kewell comenzó la temporada 2004-05 en pobre forma, ya que no marcó ni un gol en 14 partidos, aunque fue principalmente por problemas con lesiones. Finalmente marcó su primer gol en la jornada 15 de la temporada cuando empataron a 1 gol como visitantes frente al Aston Villa. Ese fue el único gol de Kewell en la temporada, la cual resultó ser la peor en su carrera, aunque sí logró disputar la final de la Copa de la Liga y la final de la Liga de Campeones de la UEFA en 2005.
El 25 de mayo de 2005, Kewell se convirtió en el primer jugador australiano (Craig Johnston nació en Sudáfrica) en ganar una Liga de Campeones, jugando en la victoria del Liverpool en penales frente al Milan. Kewell había sido seleccionado de manera controversial por Rafa Benítez en lugar del centrocampista defensivo Dietmar Hamann, ya que Benítez había subrayado su intención de atacar desde el comienzo. La estrategia no tuvo éxito y Kewell fue sustituido en el primer tiempo debido a un desgarre en el músculo abductor. Liverpool estaba abajo en el marcador por 1-0 en ese momento y Kewell fue abucheado por los aficionados del Liverpool, quienes pensaban que él había fingido la lesión. Durante el verano de 2005, se supo que Kewell había estado jugando durante toda la temporada con una pubalgia.
En noviembre de 2005, después de recuperarse de la lesión que sufrió en la final, Kewell habló en el sitio web oficial del Liverpool, diciendo que tenía un enorme deseo de pagarle a Benítez la confianza que puso en él al alinearlo en la final de la Liga de Campeones. También agradeció a su esposa y amigos por apoyarlo durante la recuperación de su lesión. También reafirmó la gravedad de la misma, la cual lo había obligado a salir del campo en la final y le dijo a los escépticos que estaban equivocados al cuestionar su lesión.
El desempeño de Kewell durante la temporada 2005-06 demostró que él era capaz de marcar goles y de proveer asistencias, reafirmando el hecho de que su mediocre desempeño en temporadas anteriores fue el resultado de problemas con lesiones y no el resultado de una apatía. Kewell marcó su primer gol en Anfield en dos años cuando el Liverpool derrotó al Tottenham Hotspur en enero. También fue el único anotador cuando el Liverpool derrotó como locales al Manchester City y también marcó el último gol en la victoria por 3-1 sobre los rivales del Everton un mes después. Kewell también fue uno de los mejores jugadores del Liverpool cuando se enfrentaron al Chelsea en la semifinal de la FA Cup, en donde se llevaron la victoria por 2-1.
Kewell jugó la final de la FA Cup en 2006, sólo para ser sustituido al minuto 48 debido a dolores abdominales (los aficionados reaccionaron de mejor manera en comparación a la final de la Liga de Campeones un año antes). Se supo después que Kewell tenía un desgarre en el músculo de la ingle, pero se esperaba que estuviera listo jugar la Copa Mundial de ese año.
El 30 de abril de 2007, Kewell hizo su regreso después de casi un año de no tener actividad con su club. Entró de cambio al minuto 55 en un partido de las reservas del Liverpool frente a las reservas del Everton. El 5 de mayo de 2007, entró de cambio al segundo tiempo en un partido frente al Fulham FC en Craven Cottage, esto luego de haber estado fuera de actividad con el primer equipo desde la final de la FA Cup un año antes. El 13 de mayo de 2007, Kewell entró de cambio al segundo tiempo contra el Charlton Athletic en el último partido de la temporada, en donde marcó su último gol para el club. Las especulaciones sobre si Kewell iba a ser seleccionado o no para jugar la final de la Liga de Campeones se volvieron positivas luego de su gran desempeño contra el Charlton. Kewell mandó un pase cruzado a Dirk Kuyt quien a su vez asistió a Xabi Alonso para que éste marcara el gol y también marcó un penal al minuto 90. Kewell pudo jugar la final de la Liga de Campeones, entrando de cambio al segundo tiempo por Boudewijn Zenden, aunque el Liverpool fue derrotado 2-1 por el Milan.
Kewell se lesionó nuevamente al comienzo de la temporada 2007-08 y comenzó a enfrentar especulaciones sobre su futuro en Liverpool. Dicha lesión lo mantuvo fuera de las canchas durante gran parte de la temporada. Su regreso se dio en la victoria del Liverpool en la Copa de la Liga frente al Cardiff City el 31 de octubre, entrando de cambio al minuto 71. También entró como sustituto en un encuentro de Premier League y en otro encuentro de Liga de Campeones frente al Blackburn Rovers y Beşiktaş respectivamente. Después de su regreso, el entrenador Rafa Benítez mencionó a los medios de comunicación que un nuevo contrato para Kewell estaba en camino. Muchos creían que si Kewell permanecía sin lesionarse hasta el final de la temporada podría recibir un nuevo contrato para quedarse en el club.
Kewell no pudo jugar con el equipo desde la derrota del Liverpool frente al Barnsley FC en la FA Cup. Benítez reveló que Kewell estaba en entrenamientos extras con las reservas con el fin de ganarse ese nuevo contrato. Sus oportunidades para conseguir ese contrato eran obstaculizadas, sin embargo cuando buscaba tener más tiempo de juego y estar en forma para los partidos, Kewell viajó con la selección nacional para un encuentro amistoso contra Singapur. Desafortunadamente, Kewell regresó de ese partido con una lesión en la ingle, lo cual disminuyó sus oportunidades de probar que merecía ese nuevo contrato. Su primer gol en la temporada fue con las reservas del Liverpool en la victoria por 2-0 frente al Manchester United. Debido a las lesiones, su futuro en el Liverpool era incierto. En mayo de 2008, se supo que Kewell rechazó el contrato que le ofreció el Liverpool.

### Galatasaray
El 5 de julio de 2008, los campeones de la Superliga de Turquía, el Galatasaray SK, contrató a Kewell por 2 años y le fue asignado el dorsal #19.
Kewell dijo: "Quería seguir adelante y esta es la mejor manera de hacerlo. No puedo esperar para empezar. Es justo lo que quiero ahora, un nuevo reto". La transferencia de Kewell al Galatasaray provocó fuertes críticas hacia él por parte de aficionados del Leeds United, ya que él era jugador de ese equipo cuando dos aficionados del Leeds murieron antes de la semifinal de la Copa de la UEFA frente al Galatasaray en abril de 2000. Kewell respondió con una carta diciendo: "Escogí el dorsal #19 cuando firmé con el Galatasaray como una señal de respeto hacia el Leeds porque ese fue el dorsal que utilicé cuando me convertí en jugador del once titular del Leeds United. Sentí que era una forma de demostrar que no he olvidado como empezó todo y esperaba que fuera una forma de sanar la tragedia que ocurrió el 5 de abril de 2000. Culpar al Galatasaray de esa tragedia es simplemente incorrecto y discriminatorio".
Kewell hizo su debut con el Galatasaray en la Supercopa de Turquía, entrando de cambio al minuto 66 y marcando su primer gol sólo 20 segundos después de haber entrado y dando una asistencia para el segundo gol, ayudando así a su equipo a derrotar al Kayserispor por 2-1. Su segundo gol para el club vino en el primer partido de la temporada contra el Denizlispor, en donde el Galatasaray ganó por 4-1. El 23 de octubre de 2008, Kewell marcó el único gol en la victoria sobre el Olympiacos en la Copa de la UEFA. Una semana después, Kewell jugó en el primer partido del Galatasaray en la Copa de Turquía, en donde empataron a 1-1 contra el Ankaraspor.
El 2 de noviembre de 2008, Kewell marcó su cuarto gol en la liga en la victoria del Galatasaray en casa sobre el Gaziantepspor, luego de una semana llena de especulaciones en la prensa turca sobre su lesión. Después de consultas médicas en Australia, se anunció el 12 de diciembre de 2008 que Kewell necesitaría una cirugía para reparar la hernia inguinal y que la operación sería el 15 de diciembre. De los nueve juegos en los que Kewell había anotado antes de su lesión, el Galatasaray ganó todos, incluyendo dos juegos de Copa de la UEFA, seis juegos de liga y el juego de Supercopa.
En el partido de los dieciseisavos de final de la Copa de la UEFA frente al Burdeos, Kewell marcó un gol desde una distancia de 35 metros, poniendo el marcador a 2-1 a favor de su equipo. Galatasaray ganó el encuentro y avanzó a los octavos de final. El 12 de marzo de 2009, en el partido de ida de octavos frente al Hamburgo S.V., Kewell tuvo que jugar como defensa central por 40 minutos luego de que su compañero Emre Aşık fuera expulsado. Kewell pudo cumplir esa tarea a pesar de ser delantero. En el partido de vuelta, Kewell jugó nuevamente como defensa central e incluso marcó un tiro penal.

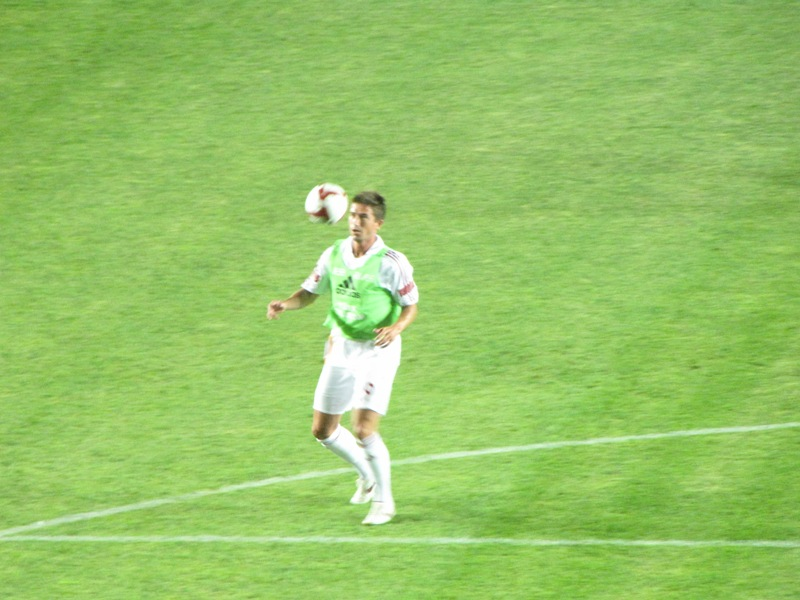
Kewell calentando antes de un partido con el Galatasaray en julio de 2009.

En la temporada 2009-10, Kewell marcó 14 goles en 28 partidos en todas las competiciones. Anotó 9 goles en 17 apariciones, jugando como centro delantero en la mayoría de los partidos debido a que Milan Baroš se encontraba lesionado. En la clasificación a la Copa de Turquía, Kewell marcó en la victoria por 2-1 sobre el Bucaspor el 28 de octubre de 2009, ayudando a su equipo a avanzar a la fase de grupos de la competición. Luego de avanzar como líderes del grupo, el Galatasaray fue eliminado en cuartos de final por el Antalyaspor. Durante la tercera ronda clasificatoria de la Liga Europa de la UEFA, Kewell marcó el segundo gol del Galatasaray en la victoria por 4-1 como visitantes frente al Maccabi Netanya israelí el 30 de julio de 2009. Kewell luego marcaría en la victoria por 5-0 sobre el Levadia Tallinn de Estonia el 20 de agosto de 2009. Galatasaray pudo clasificar a la fase de grupos del torneo europeo. El 22 de octubre de 2009, Kewell marcó en la victoria por 4-1 sobre el Steaua de Bucarest en Estambul. En el partido de vuelta que se jugó el 5 de noviembre, Kewell marcó a los 22 minutos en la victoria por 3-0 del Galatasaray. Luego se enfrentaron al Atlético de Madrid en los dieciseisavos de final, en donde fueron derrotados por 3-2 en el global.
El 15 de agosto de 2009, Kewell marcó dos penales en la victoria por 4-1 sobre el Denizlispor. Casi dos semanas después, el 31 de agosto, Kewell anotó un gol al minuto 74 en la victoria como visitantes por 2-0 sobre el Ankaraspor en la cuarta jornada de la liga. Kewell marcó su cuarto gol de la campaña en la victoria por 4-3 sobre el Trabzonspor el 18 de octubre. Dos semanas después, marcó en la victoria en casa por 2-0 sobre el Sivasspor el 1 de noviembre. En la jornada 13, Kewell marcó su sexto gol en la liga en el empate a 1-1 contra el Manisaspor el 22 de noviembre. Dos semanas después, el 6 de diciembre, marcó al minuto 56 en el empate a 1-1 contra el İstanbul BŞB. Cinco días después, en un partido como visitantes frente al Antalyaspor, el juego estaba empatado a 2 goles hasta el minuto 67, cuando Kewell quebró la defensa del Antalyaspor y puso el marcador a 3-2 para darle la victoria al Galatasaray el 11 de diciembre. El 19 de diciembre, Kewell marcaría su noveno y último gol de la campaña en la victoria por 1-0 sobre el Gençlerbirliği, anotando al minuto 77. En enero, su compañero de selección Lucas Neill se uniría a Kewell en el Galatasaray luego de provenir del Everton. Bajo las órdenes del entrenador Frank Rijkaard, Galatasaray finalizó en el tercer lugar de la tabla y logró clasificar a la tercera ronda clasificatoria de la Liga Europea.
El 16 de julio de 2010, se supo que Kewell había rechazado una oferta del Gold Coast United de la A-League australiana, con el fin de permanecer en Europa. El Galatasaray le ofreció un nuevo contrato de un año, pero se cree que Kewell quería un contrato más largo. El 19 de julio de 2010, el Galatasaray anunció en su sitio web oficial que las partes habían llegado a un acuerdo para extender el contrato de Kewell por un año más. El 21 de julio, los detalles del contrato de Kewell fueron revelados; él recibiría un pago fijo de 1.8 millones de euros y un salario de 30.000 euros por partido. También se reveló que Harry usaría el dorsal #99 para la temporada 2010-11. Kewell marcó su primer gol esa temporada en la victoria por 1-0 sobre el Gaziantepspor el 14 de septiembre de 2010. Kewell marcó su segundo gol de la campaña frente al Beşiktaş en la derrota por 2-1 el 29 de noviembre. Habiendo estado abajo en el marcador por 2-0, Kewell marcó para el Galatasaray en tiempo de descuento. Kewell abrió el marcador al minuto 27 cuando el Galatasaray derrotó por 3-0 al Kasımpaşa el 5 de diciembre de 2010.
El 7 de febrero de 2011, Kewell anotó el tercer gol del Galatasaray en la victoria por 4-2 sobre el Eskişehirspor, siendo sustituido al minuto 63 por Milan Baroš, quien marcaría el cuarto gol del Galatasaray. Después de una sólida pero no sensacional temporada con el Galatasaray comenzaron a circular rumores sobre un posible regreso de Kewell a su natal Australia, con el Newcastle United Jets dispuesto a invertir en él. Kewell marcó su último gol para el Galatasaray en la victoria por 3-2 sobre el Gençlerbirliği el 15 de mayo de 2011. Cuatro días después, su esposa Sheree Murphy posteó en Twitter que Kewell jugaría su último partido con el Galatasaray frente al Konyaspor porque no le ofrecieron un nuevo contrato. Galatasaray finalizó en el octavo lugar de la tabla de posiciones con 46 puntos, mientras que Kewell marcó 5 goles en 20 apariciones durante la temporada.
Kewell fue un favorito entre los aficionados del Galatasaray. Su disciplina y personalidad fueron apreciadas por sus compañeros y por el cuerpo técnico del equipo. Fue descrito como un profesional completo con un carácter simpático, siempre sonriendo y dedicado a su familia.

### Rumores de transferencia de 2011
El 4 de junio de 2011, se reportó que a Kewell y Lucas Neill les habían ofrecido contratos para unirse al Queens Park Rangers, equipo recién ascendido a la Premier League. Un días después, se supo por The Sunday Age que el agente de Kewell, Bernie Mandic, le informó a la Federación de Fútbol de Australia que Kewell estaba considerando una oferta del Melborune Victory. El presidente del Melbourne Victory, Anthony Di Pietro y otros directores del club se encontraron con Kewell en el restaurante Cafe Di Stasio de St Kilda en un intento por traerlo a Melbourne. El agente de Kewell pidió un porcentaje de las ganancias por ventas del enorme mercadeo que Kewell traería a la ciudad. De acuerdo con la prensa, Kewell quería pasar más tiempo con su esposa y sus tres hijos luego de jugar con el Galatasaray las últimas tres temporadas mientras que su familia se encontraba en Inglaterra. Di Pietro dijo que Kewell iba a pasar las vacaciones con su familia, pero que estaba considerando seriamente la oferta del Melbourne Victory.
Se reportó que Kewell estaba a punto de firmar con el Melbourne Heart, sin embargo el club no estaba preparado a pagarle el salario que él pedía. El agente de Kewell había pedido 2.5 millones de dólares australianos, un porcentaje de la venta de los boletos, una casa en la playa, dos autos de lujo y que Kewell pudiera seleccionar personalmente a los 23 jugadores de la plantilla del equipo, aunque tales demandas fueron refutadas por Mandic. Se reportó que el Sydney FC y el Newcastle United Jets también estaban tras la firma de Kewell. El 25 de junio, se reportó que varios clubes esperaban poder traer a Kewell de vuelta a Australia y que el presidente del Adelaide United, Greg Griffin, dijo que el club no se pondría en el camino de la Federación Australiana si cualquier acuerdo requería de una "patada adicional". El 28 de junio, Fox Sports Australia reportó que Eddie McGuire había dicho que Kewell sería presentado oficialmente con la camiseta del Melbourne Victory cuando éste se enfrentara al Celtic FC de Escocia en un partido amistoso a disputarse en el AAMI Park el 13 de julio, aunque esto resultó ser falso.
El 5 de julio, el periódico The Sydney Morning Herald reportó que Kewell no jugaría la temporada 2011-12 de la A-League, declarando que "se trataba de puro dinero". Un día después, un artículo publicado en el sitio web oficial de un programa de televisión, informaba que el agente de Kewell, Bernie Mandic, había explicado porque una oferta para traer a la estrella de la selección a la A-League había fracasado en el último momento y que Mandic le reclamó al jefe de comunicaciones de la Federación Australiana, Kyle Patterson, de hacer ver a Kewell como un villano avaro al tergiversar los hechos. El 7 de julio, el periódico The Australian declaró que había rumores de que el Melbourney Victory y el Sydney FC habían contratado a Kewell. El 9 de julio, el periódico The Courier Mail reportó que la Federación Australiana no cedería a las demandas del agente de Kewell pero que confiaban en que Harry fuera jugador de la A-League para la temporada 2011-12, la cual comenzaba en octubre.
El 10 de julio, el periódico The Sydney Morning Herald reportó que Kewell propuso que parte del dinero que recibiera por jugar en la A-League su usara para construir una academia que nutriera a los talentosos y desamparados jóvenes, aunque permanecía inseguro sobre si un acuerdo se alcanzaría para que pudiera jugar en liga australiana esa temporada y que estaba decepcionado de que fuese descrito como un avaro. El periódico The Age reportó que a pesar del intento estancado de Kewell por terminar su carrera en la liga australiana, su exasperación era "decepcionante e incluso y poco triste" por lo que comenzó a suceder desde que mostró algún interés en jugar en Australia.
El 4 de agosto, la emisora de radio ABC Melbourne reportó que luego de negociaciones con el agente de Kewell en julio de 2011, el Melbourne Victory le había dado un ultimátum a Kewell para firmar ese mismo día o que se buscara otro lugar para jugar. Kewell le pidió al club una extensión del ultimátum para poder considerar su posición. El club le concedió a Kewell tres días (hasta el 8 de agosto) para decidir si aceptaba el trato o no, el cual sería retirado por el Melbourne Victory luego de la fecha límite.

### Melbourne Victory
El 20 de agosto de 2011, se anunció que Kewell había firmado un contrato de 3 años con el Melbourne Victory. Cientos de aficionados le dieron la bienvenida en el Aeropuerto de Melbourne y más de 2 mil asistieron al AAMI Park, en donde el presidente del club, Anthony Di Pietro, le dio el dorsal #22. Kewell jugó su primer partido con el Melbourne contra el Adelaide United en un juego amistoso celebrado en el Hindmarsh Stadium el 23 de agosto de 2011, entrando de cambio al medio tiempo. El entrenador Mehmet Durakovic calificó su desempeño como "fenomenal" y dijo que "Harry es un verdadero futbolista profesional y debería estar listo para el 8 de octubre".
Kewell hizo su primera aparición en la temporada 2011-12 en un empate a cero goles frente al Sydney FC el 8 de octubre, jugando frente a 40.000 espectadores que asistieron al Estadio Docklands. Kewell marcó su primer gol para el Victory mediante tiro penal frente al Gold Coast United el 26 de noviembre de 2011, luego de que su compañero Archie Thompson recibiera una falta en el área chica del oponente en el primer minuto de juego. El 31 de diciembre de 2011 frente al Brisbane Roar en el Estadio Suncorp, Kewell marcó su segundo gol con el Victory al minuto 4, ejecutando un disparo desde afuera del área rival. Luego de un lento comienzo de temporada, Kewell comenzó a recuperar su talento, resultando en buenas actuaciones con su equipo. Su cuarto gol vino a partir de un tiro libre frente al Gold Coast United el 1 de febrero de 2012. Sin embargo, éste gol no fue suficiente para sellar la victoria, ya que el Melbourne encajó un gol en el último minuto, permitiéndole al Gold Coast United empatar el partido gracias a Micheal Thwaite.
Anotó su quinto gol frente al Central Coast Mariners el 10 de febrero, ejecutando un tiro de volea que le permitió al Melbourne llevarse una crucial victoria por 2-1 frente a los líderes de la competencia. También le dio esperanzas al Melbourne de clasificar a las finales con seis partidos por disputar.
El 18 de febrero, Kewell marcó dos goles para el Melbourne en el Estadio Suncorp en un esfuerzo por empatar el marcador frente al Brisbane Roar, aunque terminaron perdiendo por 3-2. Kewell fue sustituido al minuto 77, lo que disminuyó las oportunidades del Melbourne de empatar el partido.
Kewell no continuó con el club después de su primera temporada y regresó a Europa para estar con su suegra, quien estaba luchando contra el cáncer.

### Al-Gharafa
El 6 de abril de 2013, Kewell firmó con el Al-Gharafa de la Liga de fútbol de Catar para jugar el resto de la temporada 2012-13, llegando como reemplazo del lesionado Mark Bresciano. Kewell hizo su debut el 7 de abril al entrar de cambio frente al Al-Sadd. Kewell jugó su tercer y último partido con el Al-Gharafa marcando su único gol, el cual fue frente al Qatar SC el 18 de abril. Habiendo completado su contrato con el Al-Gharafa, Kewell fue visto de regreso en Melbourne sólo 48 horas después, aunque su futuro era incierto.

### Melbourne Heart
En junio de 2013, se anunció que Kewell jugaría para el Melbourne Heart durante la temporada 2013-14. Después del primer juego de la campaña frente al Melbourne Victory, Kewell sufrió una lesión de latigazo vertical, la cual lo mantuvo fuera de las canchas por tres semanas. Durante un entrenamiento con el Heart, Kewell sufrió una lesión en el tobillo. El 25 de marzo de 2014, se anunció que Kewell se retiraría del fútbol profesional al finalizar la temporada. Su último partido fue el 12 de abril frente al Western Sydney Wanderers.

### Retiro
El 26 de marzo de 2014, Kewell anunció su retiro del fútbol profesional a la edad de 35 años.

## Selección nacional

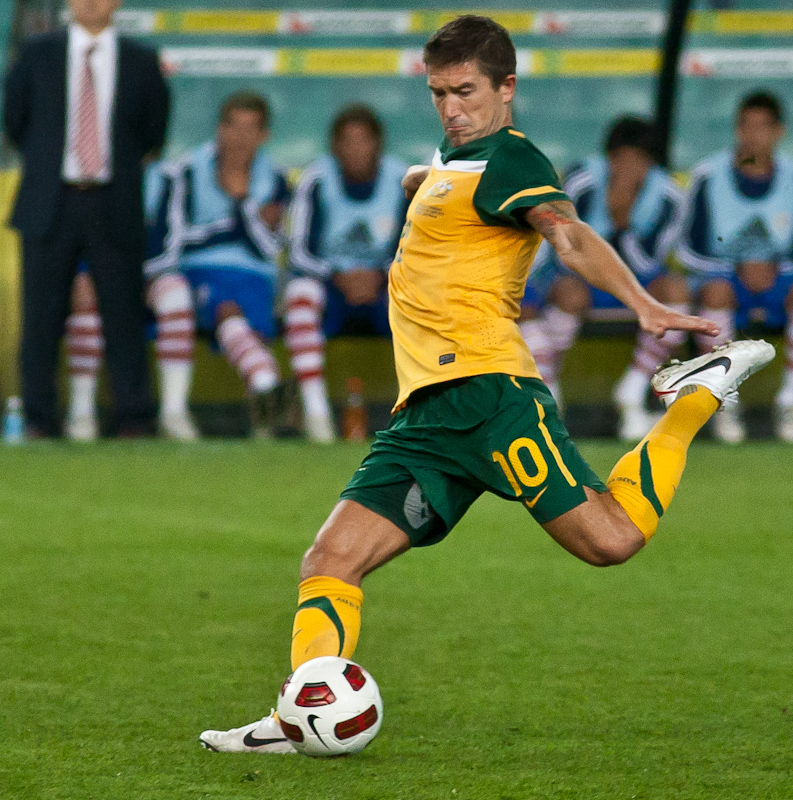
Kewell jugando para Australia.

Kewell se convirtió en el futbolista más joven en debut con la selección australiana cuando jugó frente a Chile el 24 de abril de 1996 a los 17 años y 7 meses de edad. En noviembre de 1997, Kewell fue seleccionado para jugar el encuentro de repesca continental a la Copa Mundial de 1998 frente a la selección de Irán. En el Estadio Azadi de Teherán frente a 100.000 espectadores, Kewell marcó su primer gol con la selección nacional, el cual le daba a Australia la ventaja en el marcador por 1-0. Al final, Irán lograría empatar el partido, el cual acabó en un empate a 1-1 y que aumentó la tensión para el partido de vuelta en Melbourne.
Un récord de asistencia de 85.513 espectadores para un partido de fútbol en Australia presenció el encuentro de vuelta de clasificación a la Copa Mundial contra Irán, así como también el segundo gol de Kewell. Los Socceroos se pondrían arriba en el marcador por dos goles, aunque Irán sacó la casta y logró empatar el partido a 2-2, logrando clasificarse así a la Copa Mundial que se celebraría en Francia.

### Copa Mundial de 2006
El 16 de noviembre de 2005, Australia logró clasificar a la Copa Mundial de 2006 luego de vencer a Uruguay en la repesca. Era la primera vez que Australia clasificaba a una Copa Mundial desde que lo hizo en 1974, la cual celebró en la Alemania Occidental. Kewell fue considerado parte fundamental en la victoria de los Socceroos sobre Uruguay, cambiando el curso del encuentro luego de haber entrado de cambio. Marcó el primer penal de Australia en la tanda de penales, la cual terminó 4-2 a favor de los australianos.
Kewell jugó en el primer partido de Australia en la Copa Mundial frente a Japón en Kaiserslautern. No fue titular en el segundo encuentro de Australia frente a Brasil pero si entró de cambio, perdiéndose la oportunidad de marcar un gol cuando el guardameta brasileño Dida casi se equivoca al querer tomar el balón en el aire. Kewell fue reportado a la FIFA por el árbitro Markus Merk por agresión verbal después del partido, aunque Kewell logró escaparse de una sanción.
Kewell marcó el segundo gol de Australia al minuto 79 para empatar el partido a 2-2 contra Croacia y así clasificar a la ronda de octavos de final por primera vez en la historia. Australia sólo necesitaba de un empate para pasar a la ronda de octavos. Kewell fue elegido el Jugador del Partido gracias a su desempeño, siendo apenas el segundo futbolista australiano en obtener dicho premio en una Copa Mundial, luego de que Tim Cahill ganara el mismo premio por su desempeño contra Japón en el primer partido. Debido a una supuesta gota (luego diagnosticada como una artritis séptica — una infección bacterial en las articulaciones de su pie izquierdo), Kewell no pudo jugar en la ronda de octavos frente a Italia, en donde Australia perdió por 1-0 y fue eliminada de la Copa Mundial.

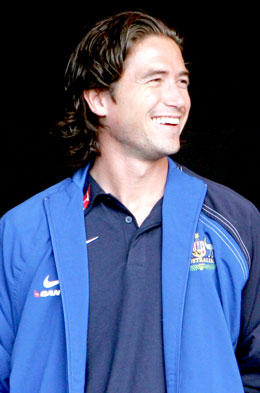
Harry Kewell durante la premiación de la Copa Asiática 2007

### Copa Asiática 2007
Kewell no jugó con la selección nacional por un año luego de la Copa Mundial, haciendo su regreso en un amistoso frente a Singapur el 30 de junio de 2007, en donde Kewell entró de cambio al minuto 65 y en donde marcó su octavo gol internacional, así como de proveer de un pase cruzado para la última anotación y así llevarse la victoria por 3-0. Ese partido fue el último de Australia antes de la Copa Asiática 2007, en donde Kewell fue parte fundamental del equipo durante la competición. Kewell marcó su noveno gol con Australia en la victoria por 4-0 sobre Tailandia. Después de superar la fasde de grupos y de clasificar a los cuartos de final contra Japón, Kewell sustituyó a Mark Viduka en el minuto 61, aunque no pudo hacer mucha diferencia ya que el partido terminó en empate a 1-1. Los equipos llegaron hasta la tanda de penales y Kewell fue el encargado de ejecutar el primer penal de Australia, aunque éste fue atajado. Australia terminaría siendo derrotado en la tanda de penales y serían eliminados de la competición.

### Copa Mundial de 2010

#### Clasificación
Kewell no jugó con Australia en los dos primeros encuentros clasificatorios frente a Catar y China, aunque sí fue elegido como capitán para el encuentro contra Irak en el Estadio Suncorp el 1 de junio de 2008. Marcó de cabeza el único gol al minuto 47 para que Australia se llevara la victoria por 1-0. Kewell también marcó el tercer gol frente a Catar en la victoria de Australia por 3-1, la cual les dio el pase a la ronda clasificatoria final. En un encuentro amistoso frente a los Países Bajos previo a la Copa Mundial, Kewell marcó un gol desde el punto penal. Australia ganaría el partido por 2-1, con Kewell jugando un papel vital durante el primer tiempo. Australia luego jugó contra Uzbekistán, ganado el partido por 2-0 y con Kewell habiendo marcado otro tiro penal.

#### Copa Mundial
Kewell no jugó en el primer partido de Australia en la Copa Mundial de 2010 contra Alemania, en donde fueron derrotados por 4-0. Luego de la derrota, Kewell dijo que la moral del equipo permanecía alta, a unos cuantos días de enfrentarse a Ghana. Durante el juego frente a los africanos el 19 de junio, Kewell fue expulsado por atajar el balón con las manos al minuto 24. Estando de pie en la línea de gol, Kewell intentó tapar un disparo hacia su portería con su pecho, pero en vez de eso el balón le dio en su brazo. Kewell recibió una tarjeta roja por lo sucedido. El delantero Asamoah Gyan marcó el tiro penal resultante y el marcador se empató a 1-1, dañando seriamente las posibilidades de Australia de pasar a la siguiente ronda. Esta fue la tarjeta roja #150 en la historia de las Copas Mundiales. Kewell negó los rumores de que estaba detrás de una supuesta ruptura en el vestidor de la selección nacional. Luego del partido, Kewell dijo que estaba devastado por la decisión del árbitro Roberto Rosetti y que la tarjeta roja había "matado" su sueño de una Copa Mundial.

### Copa Asiática 2011
Harry Kewell fue titular en todos los partidos que Australia disputó en la Copa Asiática 2011, además de marcar en tres ocasiones para su selección. Su primer gol fue en el primer partido contra India, ejecutando un disparo de pierna izquierda desde fuera del área penal. El segundo gol de Kewell fue en los cuartos de final frente a Irak, marcando un gol de cabeza al minuto 118 del tiempo extra, el cual le dio la victoria a Australia por 1-0 y así lograr avanzar a las semifinales de la competición por primera vez en la historia. Kewell continuó su buena forma en las semifinales al marcar a los 5 minutos el primer gol de Australia en la victoria por 6-0 sobre Uzbekistán, logrando avanzar hasta la final, en donde fueron derrotados 1-0 por Japón.

### Participaciones en Copas del Mundo
| Mundial                        | Sede      | Resultado        | Partidos | Goles |
| ------------------------------ | --------- | ---------------- | -------- | ----- |
| Copa Mundial de Fútbol de 2006 | Alemania  | Octavos de final | 3        | 1     |
| Copa Mundial de Fútbol de 2010 | Sudáfrica | Primera fase     | 1        | 0     |

## Carrera como entrenador
Tras su retirada, Kewell trabajó con jugadores juveniles a través de su academia en Australia durante unos meses, y en 2015 completó con éxito sus licencias UEFA B y A.

### Watford
El 23 de julio de 2015, Kewell fue nombrado entrenador del equipo sub-21 del Watford.El 10 de agosto de 2015, dirigió su primer partido para el club, que terminó en un empate 0-0 ante el Sheffield Wednesday.

### Crawley Town
El 23 de mayo de 2017, Kewell fue confirmado como entrenador del Crawley Town de la League Two, convirtiéndose en el primer australiano en entrenar a un equipo inglés profesional.Durante su estancia en el club, logró llevarlos al puesto N°14 en la temporada 2017-18. El 31 de agosto de 2018, dejó su cargo para convertirse en técnico del Notts County.

### Notts County
El 31 de agosto de 2018, Kewell fue nombrado entrenador del Notts County, convirtiéndose en el decimoquinto entrenador permanente del club en 10 años.El 13 de noviembre de 2018, fue despedido tras 11 partidos de liga al mando; había ganado tres y el equipo estaba en el puesto N°22, justo por encima de la zona de descenso.

### Oldham Athletic
El 1 de agosto de 2020, Kewell fue oficializado como entrenador del Oldham Athletic con un contrato de un año con opción a prórroga por un año más.El 7 de marzo de 2021, el club anunció que había sido relevado de sus funciones con el equipo ubicado el puesto N°16 de la League Two.

### Barnet
El 10 de junio de 2021, Kewell fue anunciado como entrenador del Barnet en la National League.Fue despedido el 20 de septiembre luego de perder cinco encuentros y empatar dos de sus siete partidos.

### Yokohama F. Marinos
Luego de un período como asistente técnico en el Celtic,fue designado como entrenador del Yokohama F. Marinos en diciembre de 2023.En julio de 2024, fue despedido de su cargo después de una serie de malos resultados.

## Estadísticas

### Como jugador
- Actualizado al término de su carrera:[76][185]

| Club                           | Div.                | Temporada           | Liga  | Liga  | Liga   | Copas | Copas | Copas  | Internacional | Internacional | Internacional | Total | Total | Total  |
| Club                           | Div.                | Temporada           | Part. | Goles | Asist. | Part. | Goles | Asist. | Part.         | Goles         | Asist.        | Part. | Goles | Asist. |
| ------------------------------ | ------------------- | ------------------- | ----- | ----- | ------ | ----- | ----- | ------ | ------------- | ------------- | ------------- | ----- | ----- | ------ |
| Leeds United A.F.C. Inglaterra | 1.ª                 | 1995-96             | 2     | 0     | 0      | —     | —     | —      | —             | —             | —             | 2     | 0     | 0      |
| Leeds United A.F.C. Inglaterra | 1.ª                 | 1996–97             | 1     | 0     | 0      | —     | —     | —      | —             | —             | —             | 1     | 0     | 0      |
| Leeds United A.F.C. Inglaterra | 1.ª                 | 1997–98             | 29    | 5     | 4      | 6     | 3     | 1      | —             | —             | —             | 35    | 8     | 7      |
| Leeds United A.F.C. Inglaterra | 1.ª                 | 1998–99             | 38    | 6     | 6      | 7     | 3     | 3      | 4             | 0             | 1             | 50    | 9     | 10     |
| Leeds United A.F.C. Inglaterra | 1.ª                 | 1999–2000           | 36    | 10    | 13     | 5     | 2     | 2      | 12            | 5             | 5             | 53    | 17    | 20     |
| Leeds United A.F.C. Inglaterra | 1.ª                 | 2000–01             | 17    | 2     | 5      | -     | -     | -      | 9             | 0             | 5             | 26    | 2     | 10     |
| Leeds United A.F.C. Inglaterra | 1.ª                 | 2001–02             | 27    | 8     | 3      | 1     | 1     | 0      | 7             | 2             | 2             | 35    | 11    | 6      |
| Leeds United A.F.C. Inglaterra | 1.ª                 | 2002–03             | 31    | 14    | 7      | 5     | 1     | 0      | 5             | 1             | 0             | 41    | 16    | 7      |
| Leeds United A.F.C. Inglaterra | Total club          | Total club          | 181   | 45    | 38     | 25    | 10    | 6      | 37            | 8             | 13            | 242   | 63    | 57     |
| Liverpool FC Inglaterra        | 1.ª                 | 2003–04             | 36    | 7     | 2      | 5     | 1     | 0      | 8             | 3             | 0             | 49    | 11    | 2      |
| Liverpool FC Inglaterra        | 1.ª                 | 2004–05             | 18    | 1     | 2      | 1     | 0     | 0      | 12            | 0             | 0             | 31    | 1     | 2      |
| Liverpool FC Inglaterra        | 1.ª                 | 2005–06             | 27    | 3     | 3      | 7     | 0     | 0      | 6             | 0             | 0             | 40    | 3     | 3      |
| Liverpool FC Inglaterra        | 1.ª                 | 2006–07             | 2     | 1     | 0      | —     | —     | —      | 1             | 0             | 0             | 3     | 1     | 0      |
| Liverpool FC Inglaterra        | 1.ª                 | 2007–08             | 10    | 0     | 1      | 2     | 0     | 0      | 3             | 0             | 3             | 15    | 0     | 3      |
| Liverpool FC Inglaterra        | Total club          | Total club          | 93    | 12    | 8      | 15    | 1     | 0      | 30            | 3             | 3             | 138   | 16    | 11     |
| Galatasaray SK Turquía         | 1.ª                 | 2008-09             | 25    | 8     | 5      | 2     | 1     | 0      | 9             | 4             | 1             | 36    | 13    | 6      |
| Galatasaray SK Turquía         | 1.ª                 | 2009-10             | 16    | 9     | 4      | 2     | 1     | 1      | 9             | 4             | 1             | 27    | 14    | 1      |
| Galatasaray SK Turquía         | 1.ª                 | 2010-11             | 20    | 6     | 3      | 3     | 0     | 1      | 3             | 2             | 3             | 26    | 8     | 7      |
| Galatasaray SK Turquía         | Total club          | Total club          | 61    | 23    | 12     | 7     | 2     | 2      | 21            | 10            | 5             | 89    | 35    | 14     |
| Melbourne Victory Australia    | 1.ª                 | 2011–12             | 25    | 8     | 4      | —     | —     | —      | —             | —             | —             | 25    | 8     | 4      |
| Melbourne Victory Australia    | Total club          | Total club          | 25    | 8     | 4      | 0     | 0     | 0      | 0             | 0             | 0             | 25    | 8     | 4      |
| Al-Gharafa Catar               | 1.ª                 | 2012-13             | 3     | 1     | 0      | —     | —     | —      | —             | —             | —             | 3     | 1     | 0      |
| Al-Gharafa Catar               | Total club          | Total club          | 3     | 1     | 0      | 0     | 0     | 0      | 0             | 0             | 0             | 3     | 1     | 0      |
| Melbourne Heart Australia      | 1.ª                 | 2013-14             | 14    | 2     | 0      | —     | —     | —      | —             | —             | —             | 14    | 2     | 0      |
| Melbourne Heart Australia      | Total club          | Total club          | 14    | 2     | 0      | 0     | 0     | 0      | 0             | 0             | 0             | 14    | 2     | 0      |
| Total en su carrera            | Total en su carrera | Total en su carrera | 377   | 91    | 62     | 51    | 13    | 9      | 88            | 21            | 21            | 516   | 125   | 92     |

### Selección nacional
| selección australiana | selección australiana | selección australiana |
| Año                   | Partidos              | Goles                 |
| --------------------- | --------------------- | --------------------- |
| 1996                  | 2                     | 0                     |
| 1997                  | 6                     | 3                     |
| 1998                  | 5                     | 2                     |
| 1999                  | 4                     | 1                     |
| 2000                  | 5                     | 2                     |
| 2001                  | 7                     | 3                     |
| 2002                  | 3                     | 1                     |
| 2003                  | 2                     | 2                     |
| 2004                  | 3                     | 1                     |
| 2005                  | 2                     | 0                     |
| 2006                  | 4                     | 1                     |
| 2007                  | 6                     | 2                     |
| 2008                  | 10                    | 4                     |
| 2009                  | 7                     | 3                     |
| 2010                  | 2                     | 0                     |
| 2011                  | 8                     | 3                     |
| 2012                  | 1                     | 1                     |
| Total                 | 77                    | 29                    |

### Goles internacionales
| #   | Fecha                   | Sede                    | Oponente       | Marcador | Resultado | Competición                                |
| --- | ----------------------- | ----------------------- | -------------- | -------- | --------- | ------------------------------------------ |
| 1.  | 22 de noviembre de 1997 | Teherán, Irán           | Irán           | 1–1      | Empate    | Clasificación para la Copa Mundial de 1998 |
| 2.  | 29 de noviembre de 1997 | Melbourne, Australia    | Irán           | 2–2      | Empate    | Clasificación para la Copa Mundial de 1998 |
| 3.  | 19 de diciembre de 1997 | Riad, Arabia Saudita    | Uruguay        | 1–0      | Victoria  | Copa Confederaciones 1997                  |
| 4.  | 12 de febrero de 2003   | Londres, Inglaterra     | Inglaterra     | 3–1      | Victoria  | Amistoso                                   |
| 5.  | 7 de septiembre de 2003 | Reading, Inglaterra     | Jamaica        | 2–1      | Victoria  | Amistoso                                   |
| 6.  | 12 de octubre de 2004   | Sídney, Australia       | Islas Salomón  | 6–0      | Victoria  | Copa de las Naciones de 2004               |
| 7.  | 22 de junio de 2006     | Stuttgart, Alemania     | Croacia        | 2–2      | Empate    | Copa Mundial de 2006                       |
| 8.  | 30 de junio de 2007     | Kallang, Singapur       | Singapur       | 3–0      | Victoria  | Amistoso                                   |
| 9.  | 16 de julio de 2007     | Bangkok, Tailandia      | Tailandia      | 4–0      | Victoria  | Copa Asiática 2007                         |
| 10. | 1 de junio de 2008      | Brisbane, Australia     | Irak           | 1–0      | Victoria  | Clasificación para la Copa Mundial de 2010 |
| 11. | 15 de junio de 2008     | Doha, Catar             | Catar          | 3–1      | Victoria  | Clasificación para la Copa Mundial de 2010 |
| 12. | 6 de septiembre de 2008 | Eindhoven, Países Bajos | Países Bajos   | 2–1      | Victoria  | Amistoso                                   |
| 13. | 1 de abril de 2009      | Sídney, Australia       | Uzbekistán     | 2–0      | Victoria  | Clasificación para la Copa Mundial de 2010 |
| 14. | 11 de enero de 2011     | Doha, Catar             | India          | 4–0      | Victoria  | Copa Asiática 2011                         |
| 15. | 22 de enero de 2011     | Doha, Catar             | Irak           | 1–0      | Victoria  | Copa Asiática 2011                         |
| 16. | 25 de enero de 2011     | Doha, Catar             | Uzbekistán     | 6–0      | Victoria  | Copa Asiática 2011                         |
| 17. | 29 de febrero de 2012   | Melbourne, Australia    | Arabia Saudita | 4–2      | Victoria  | Clasificación para la Copa Mundial de 2014 |

### Como entrenador
| Clubes               | Países     | Años      | Partidos dirigidos | Partidos ganados | Partidos empatados | Partidos perdidos | Efectividad |
| -------------------- | ---------- | --------- | ------------------ | ---------------- | ------------------ | ----------------- | ----------- |
| Crawley Town         | Inglaterra | 2017-2018 | 57                 | 18               | 12                 | 27                | 38.6 %      |
| Notts County         | Inglaterra | 2018      | 15                 | 3                | 4                  | 8                 | 28.9 %      |
| Oldham Athletic      | Inglaterra | 2020-2021 | 41                 | 17               | 6                  | 18                | 46.3 %      |
| Barnet Football Club | Inglaterra | 2021      | 7                  | 0                | 2                  | 5                 | 9.5 %       |
| Yokohama F. Marinos  | Japón      | 2024      | 4                  | 2                | 1                  | 1                 | 58.3 %      |
| Total                | Total      | 2017-2024 | 124                | 40               | 25                 | 59                | 39.0 %      |

### Como segundo entrenador
| Clubes    | Países  | Años      | De Ange Postecoglou | De Brendan Rogers | Total de partidos |
| --------- | ------- | --------- | ------------------- | ----------------- | ----------------- |
| Celtic FC | Escocia | 2022-2023 | 53                  | 28                | 81                |

## Palmarés

### Campeonatos nacionales
| Título               | Club           | País       | Año     |
| -------------------- | -------------- | ---------- | ------- |
| FA Cup               | Liverpool FC   | Inglaterra | 2005-06 |
| Community Shield     | Liverpool FC   | Inglaterra | 2006    |
| Supercopa de Turquía | Galatasaray SK | Turquía    | 2008    |

### Copas internacionales
| Título                         | Equipo       | País               | Año  |
| ------------------------------ | ------------ | ------------------ | ---- |
| Campeonato Sub-17 de la OFC    | Australia    | Nueva Zelanda      | 1995 |
| Campeonato Sub-20 de la OFC    | Australia    | Polinesia Francesa | 1997 |
| Copa de las Naciones de la OFC | Australia    | Australia          | 2004 |
| UEFA Champions League          | Liverpool FC | Turquía            | 2005 |

(*) Incluyendo la selección

### Distinciones individuales
| Distinción               | Año  |
| ------------------------ | ---- |
| Mejor Jugador de Oceanía | 1999 |
| Mejor Jugador de Oceanía | 2001 |
| Mejor Jugador de Oceanía | 2003 |

## Vida privada
Kewell nació en el suburbio de Smithfield, en Sídney. Kewell está casado con la actriz inglesa Sheree Murphy, a quien conoció en el club nocturno Majestyk de Leeds en 1998. La pareja se casó en Las Vegas el 24 de mayo de 2002 y tiene cuatro hijos, llamados Taylor (nacido en 2001), Ruby (nacida en 2003), Matilda (nacida en 2008) y Dolly (nacida en 2012).
En mayo de 2008, Kewell se convirtió en la cara de Politix, marca australiana de ropa para hombres. Kewell abogó por la introducción del Sydney Rovers a la A-League como equipo de expansión. También es aficionado de los Canterbury Bulldogs, equipo de rugby australiano.